# Rıdvan Bolatlı
Rıdvan Bolatlı (2. prosince 1928 Ankara – 31. března 2022) byl turecký fotbalista, obránce.

## Fotbalová kariéra
V turecké nejvyšší soutěži hrál za MKE Ankaragücü. Za reprezentaci Turecka nastoupil v letech 1953–1954 v 6 utkáních. Byl členem turecké reprezentace na Mistrovství světa ve fotbale 1954, nastoupil ve 3 utkáních. Byl členem turecké reprezentace na LOH 1952 v Helsinkách, nastoupil ve 2 utkáních.